# Мануйлович Софія Андріанівна
Софі́я Андріа́нівна Мануйло́вич (1 (13) жовтня 1892, Понорниця — тепер Чернігівська область — 12 серпня 1971, Одеса) — українська акторка, драматургиня та режисерка радянських часів.

## Життєпис
1917 року закінчила Музично-драматичну школу Миколи Лисенка.
Є однією з фундаторів київського «Молодого театру», працювала в ньому протягом 1916—1919 років.
В 1919—1922 — акторка Житомирського драматичного театру, з 1922 по 1926 — театру «Березіль», одночасно в 1925—1926 — режисерка Одеської майстерні театру.
Протягом 1926—1934 років працювала викладачкою Одеського музично-драматичного інституту.
У 1928—1930 роках організовувала та була художньою керівницею Одеського ТЮГу. Здійснила першу постановку на сцені сучасного Одеського театру юного глядача — виставу за п'єсою В. Селіхової та Н. Сац «Фріц Бауер».
З 1934 по 1936 рік працювала в Центральному ТЮГу та Центральному театрі ляльок у Москві, у 1936—1939 — в Миколаївському ТЮГу.
Виконувала такі ролі:
- Едріта — «Горе брехунові» Ґрільпарцера,
- Берта — «Йола» Жулавського,
- Джоанна — «У пущі» Лесі Українки,
- Кандіда — «Кандіда» Шоу, Серед зрежисованих вистав — «Фріц Бауер» В. Селіхової і Н. Сац.

Є авторкою агітп'єс (всі — 1930 року): «Два снопи», «Змова», «Наймит», «Радіо-сатана», «Свято першої борозни».
Написала спогади про В. Василька та Л. Курбаса.
Була одружена з С. К. Бондарчуком.